# Bruno H. Reifenrath
Bruno Heinrich Reifenrath (* 1. November 1936 in Wissen; † 21. Juli 2015 in Much) war ein deutscher Pädagoge und Philosoph.

## Leben
Nach dem Abitur am Neusprachlichen Gymnasium Wissen studierte er zunächst an der Pädagogischen Hochschule Koblenz. Nach der Promotion in Bonn bei Ingeborg Heidemann mit der Arbeit Pädagogisch relevante Voraussetzungen der praktischen Philosophie Max Schelers. Zum Problem der sittlichen Bildung 1974 und der Habilitation 1991 an der Universität Koblenz-Landau wurde er 1992 Honorarprofessor an der PTH Vallendar und 1997 außerplanmäßiger Professor in Koblenz. Er war Herausgeber der Schulbuchreihe Philosophia Propaedeutica. Er gab auch ein zweibändiges Lesebuch für den Philosophie- und Ethikunterricht in der Sekundarstufe II heraus. Er war verheiratet und hatte fünf Kinder. Er wurde auf dem Friedhof in Much beerdigt.

## Werke (Auswahl)
- Die Internierung der Juden in Much. Ein Buch des Gedenkens (= Veröffentlichung des Geschichts- und Altertumsvereins für Siegburg und den Rhein-Sieg-Kreis. Band 15). Schmitt, Siegburg 1982, OCLC 970853948.
- Grundlegung einer Erwachsenenbildung. Praxeologischer Ansatz (= Themen der Pädagogik). Diesterweg, Frankfurt am Main/Berlin/München 1983, ISBN 3-425-01913-9.
- Erziehung im Lichte des Ewigen. Die Pädagogik Edith Steins. Diesterweg, Frankfurt am Main/Berlin/München 1985, ISBN 3-425-01923-6.